# 將軍澳政府合署
將軍澳政府合署（英語：Tseung Kwan O Government Offices），位於香港新界將軍澳新市鎮唐賢街30號，與入境事務處總部和將軍澳第67區聯用綜合大樓相鄰。佔地約16,680平方米，淨作業樓面面積為44,000平方米。此政府合署共設2座，南、北兩座分別高16及18層，並附設地庫。大樓在2020年8月18日動工，並擬於2025年下半年完工啟用，預計耗資52億港元。

## 歷史
香港政府於2010年代，公佈將重置灣仔政府大樓，以騰出有關用地作商業及會展用途。因此，政府建議在將軍澳67區興建政府合署，以容納部分位於灣仔及其他寫字樓的政府部門，並設置普通科及公務員診所（包括牙科）、公務員子弟幼兒中心、勞工處就業中心等福利設施。此外，南座地庫至3樓將設立一座公眾停車場，提供300個泊位。
2015年6月，政府正式就此合署及鄰近的入境事務處大樓項目，向城市規劃委員會申請放寬高度限制，並獲批准。
2017年1月，政府就將軍澳67區政府辦公大樓項目向西貢區議會進行諮詢，並訂明將先興建入境事務處總部，而此政府合署將於較後時間才興建。其後，政府再在政府合署項目中增設公眾停車場，以解決區內車位不足的問題。
至2019年6月，政府開始為將軍澳政府合署工程招標，並於翌年1月呈交立法會審議。由於原訂61億元的造價被指過高，此政府合署的設計經過簡化，以減少造價。隨後，項目於4個月後提交至工務小組委員會審議。
2025年5月，創新科技署標準及校正實驗所分階段遷入將軍澳政府合署北座，為將軍澳政府合署首個入駐的政府部門。

## 政府合署設施

### 大樓入駐部門
- 環境保護署總部
- 政府統計處
- 創新科技署
- 差餉物業估價署
- 社會福利署社會保障辦事處
- 勞工處僱員補償科分區辦公室
- 教育局
- 律政司
- 廉政公署

### 配套及福利設施
- 香港郵政
  - 郵政局（北座1樓）及派遞局（北座地下）
- 醫院管理局
  - 普通科門診診所（北座1樓）
- 衛生署
  - 公務員診所及牙科診所（北座2樓）
- 公務員子弟幼兒中心（北座2樓；主要供公務員3歲以下子女入讀，有剩餘學位才錄取區內非公務員居民）[10]
- 勞工處
  - 就業中心（北座1樓）
- 公眾停車場（南座地庫至3樓）
- 政府停車場（北座地庫）

## 工程圖集

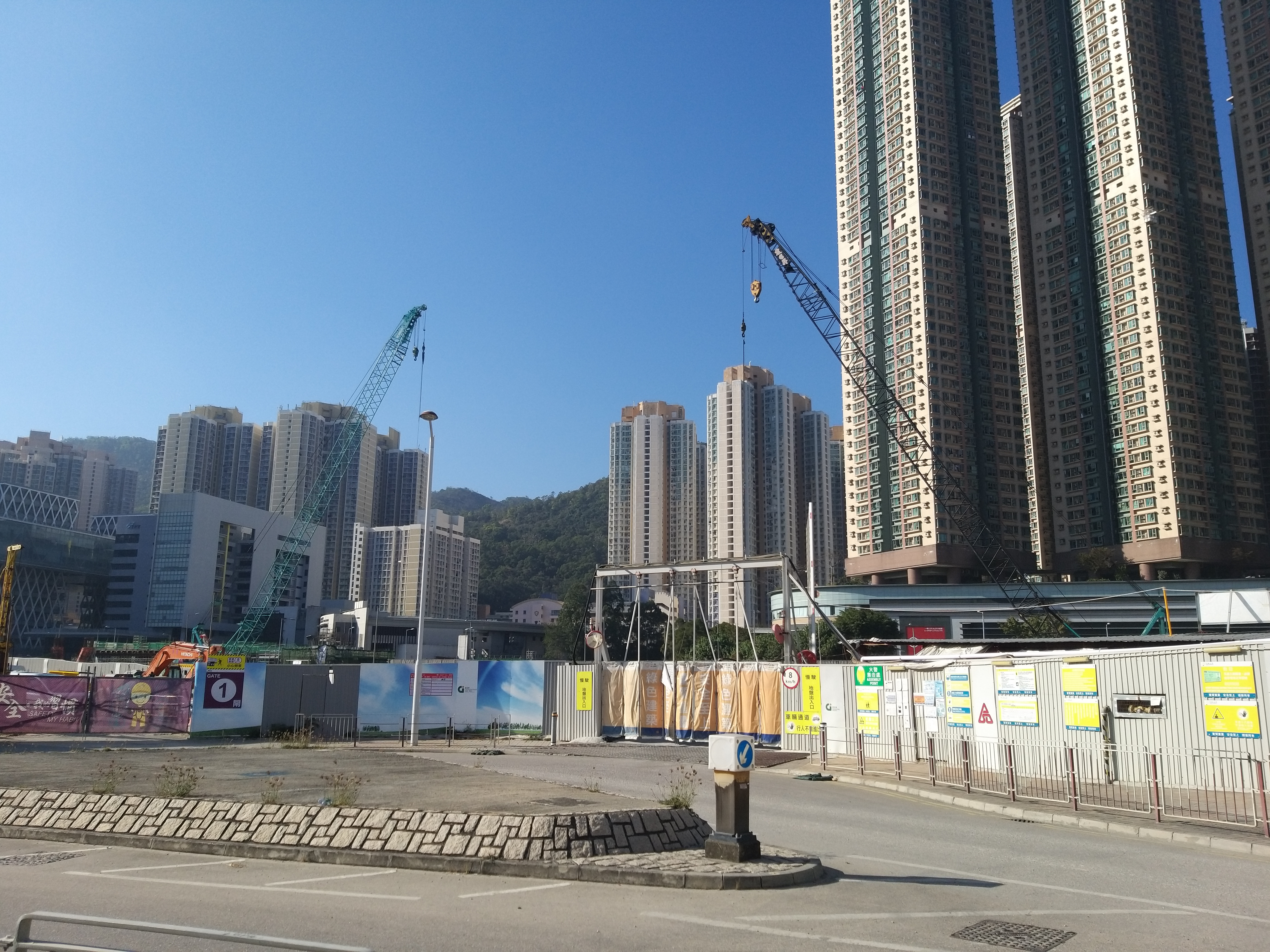
地基工程進行中，2021年2月
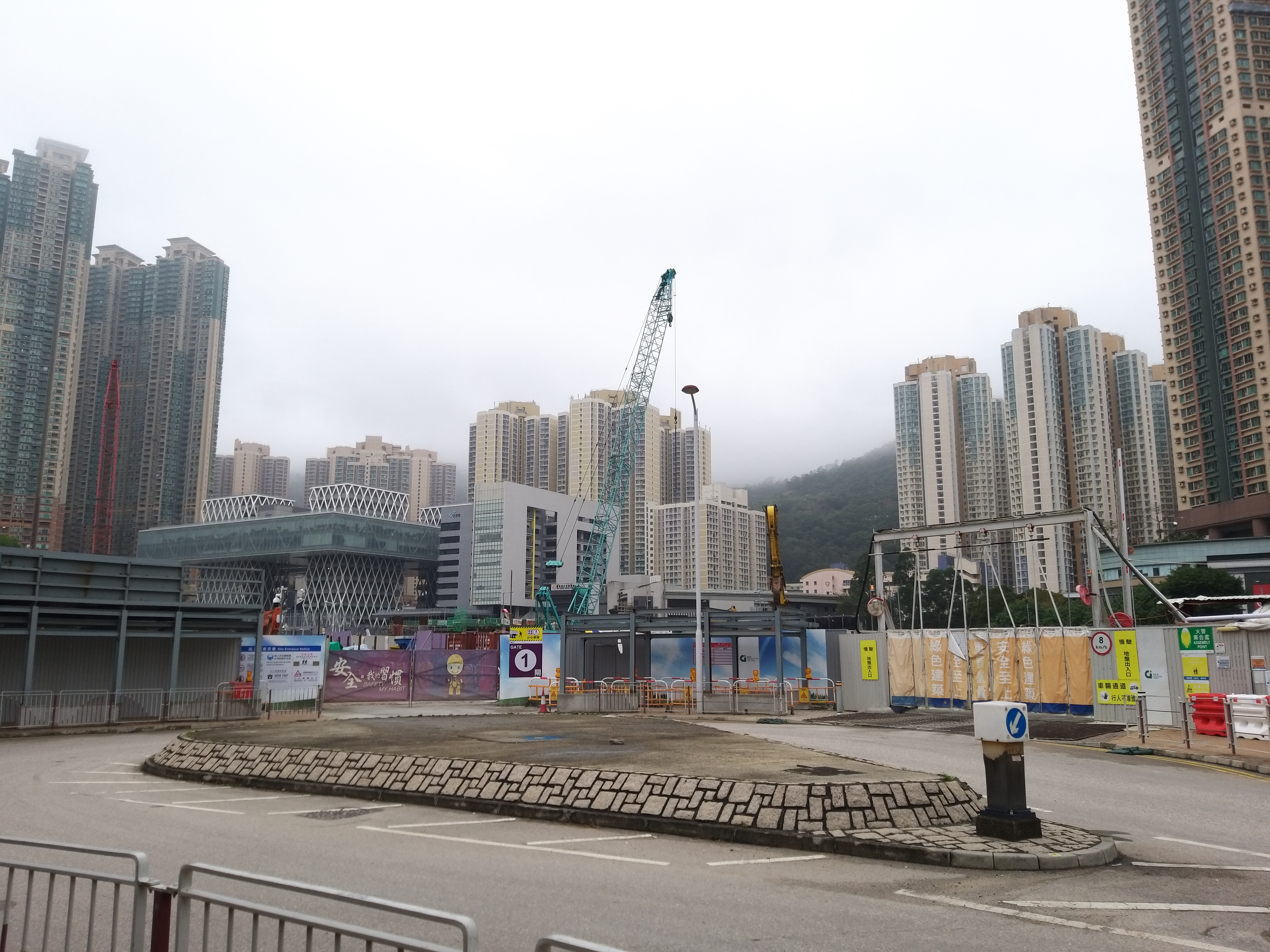
2021年3月
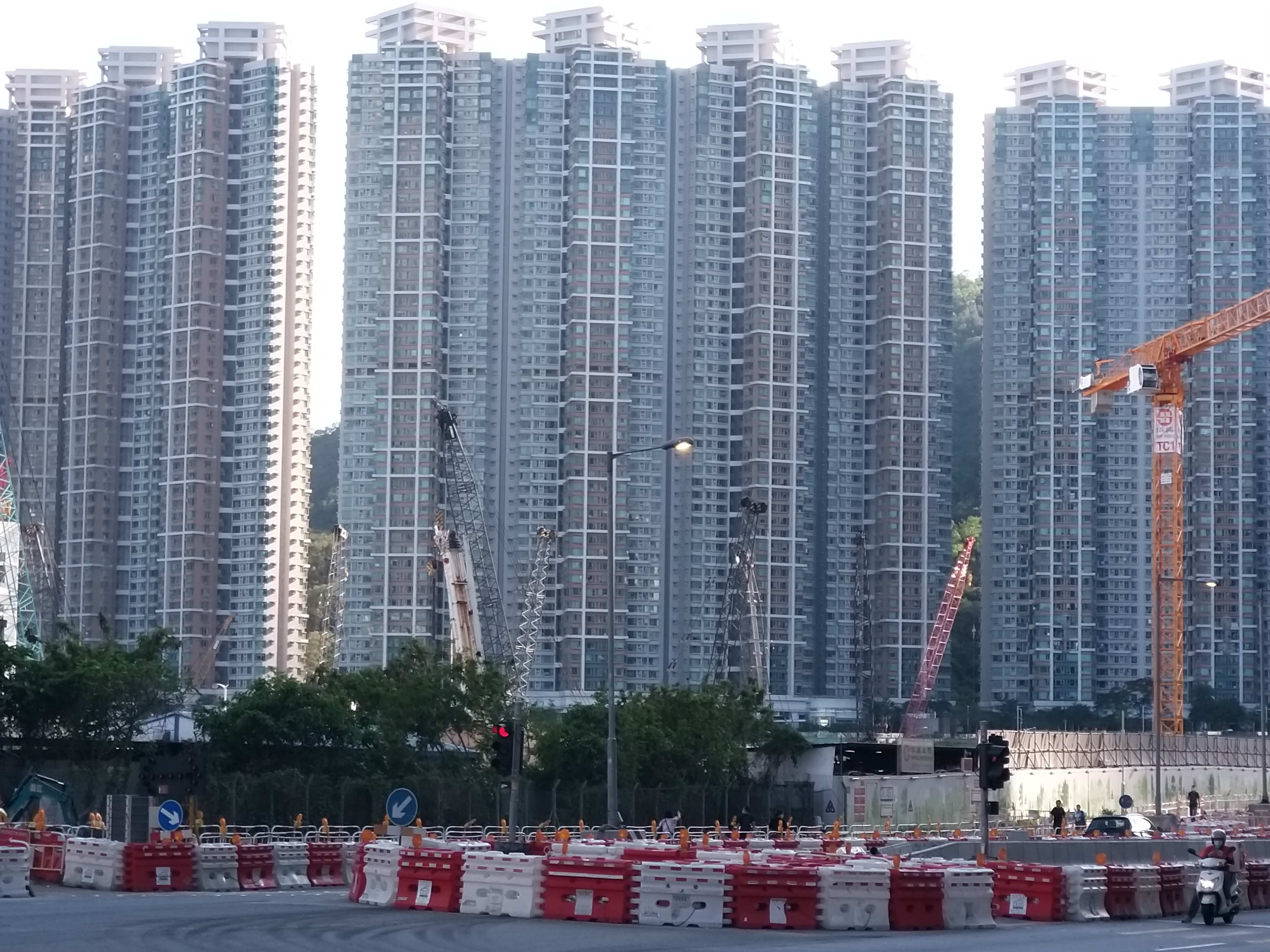
2021年5月
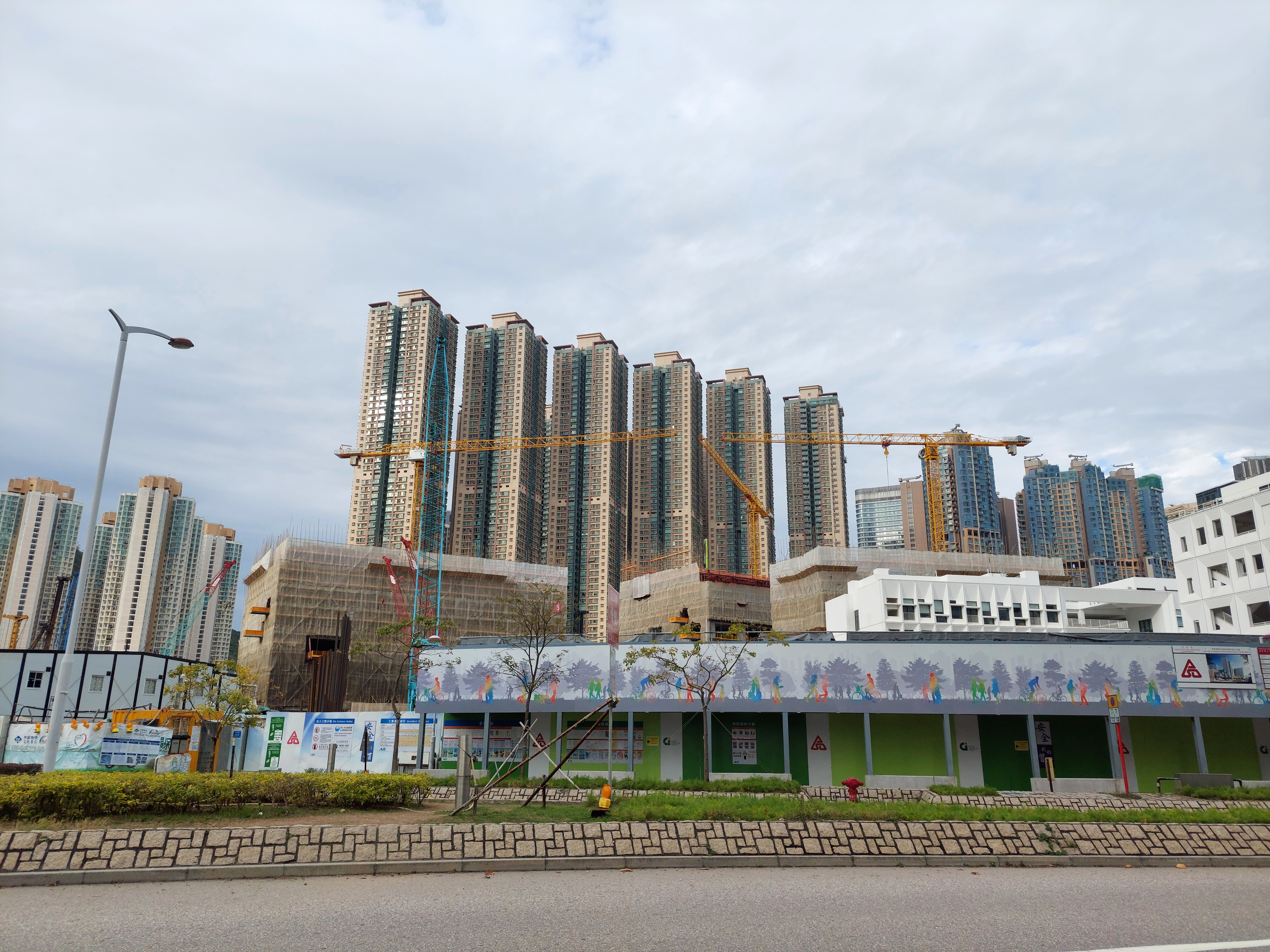
興建中的將軍澳政府合署（2022年1月）
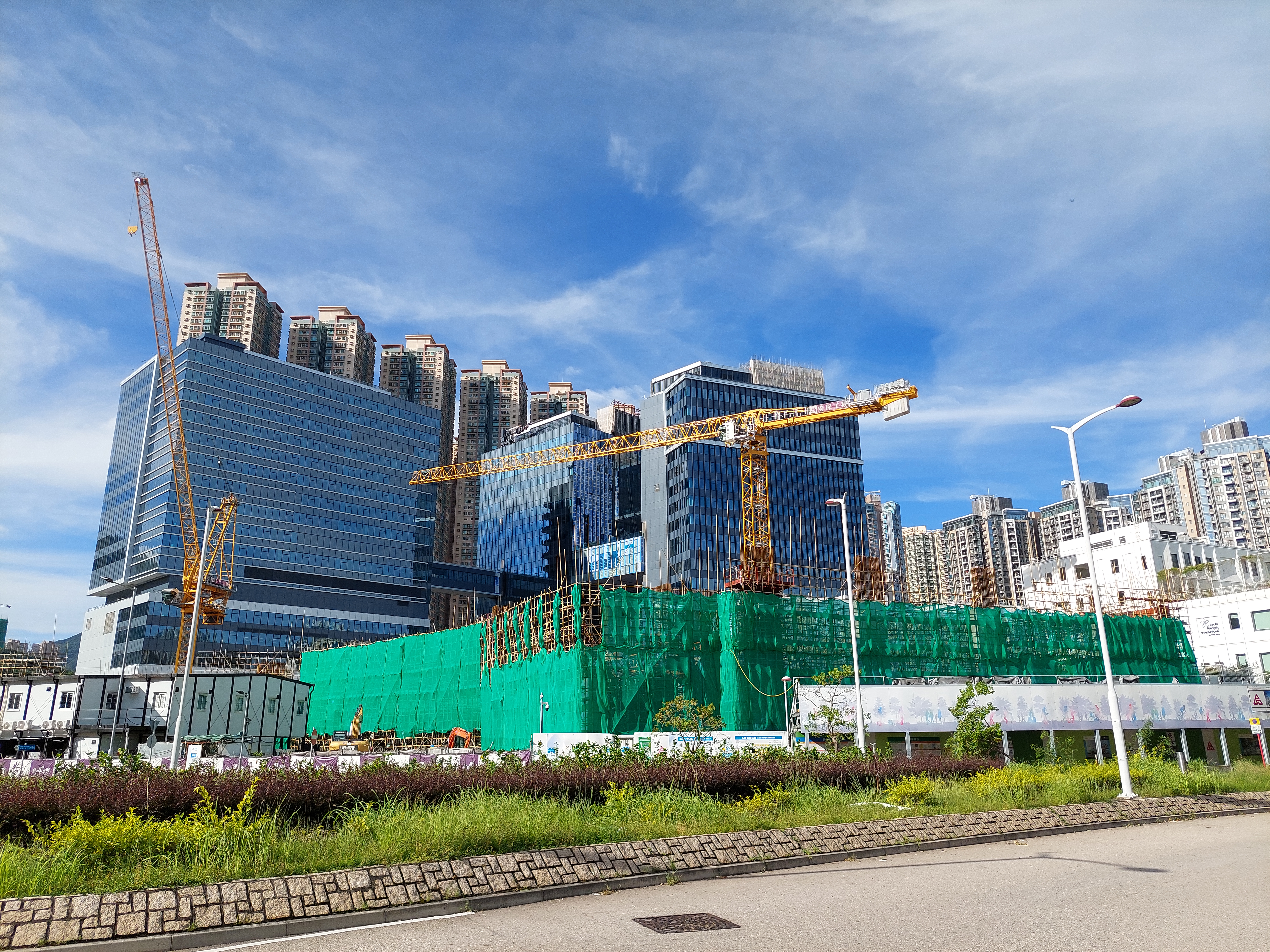
興建中的將軍澳政府合署（2023年9月）
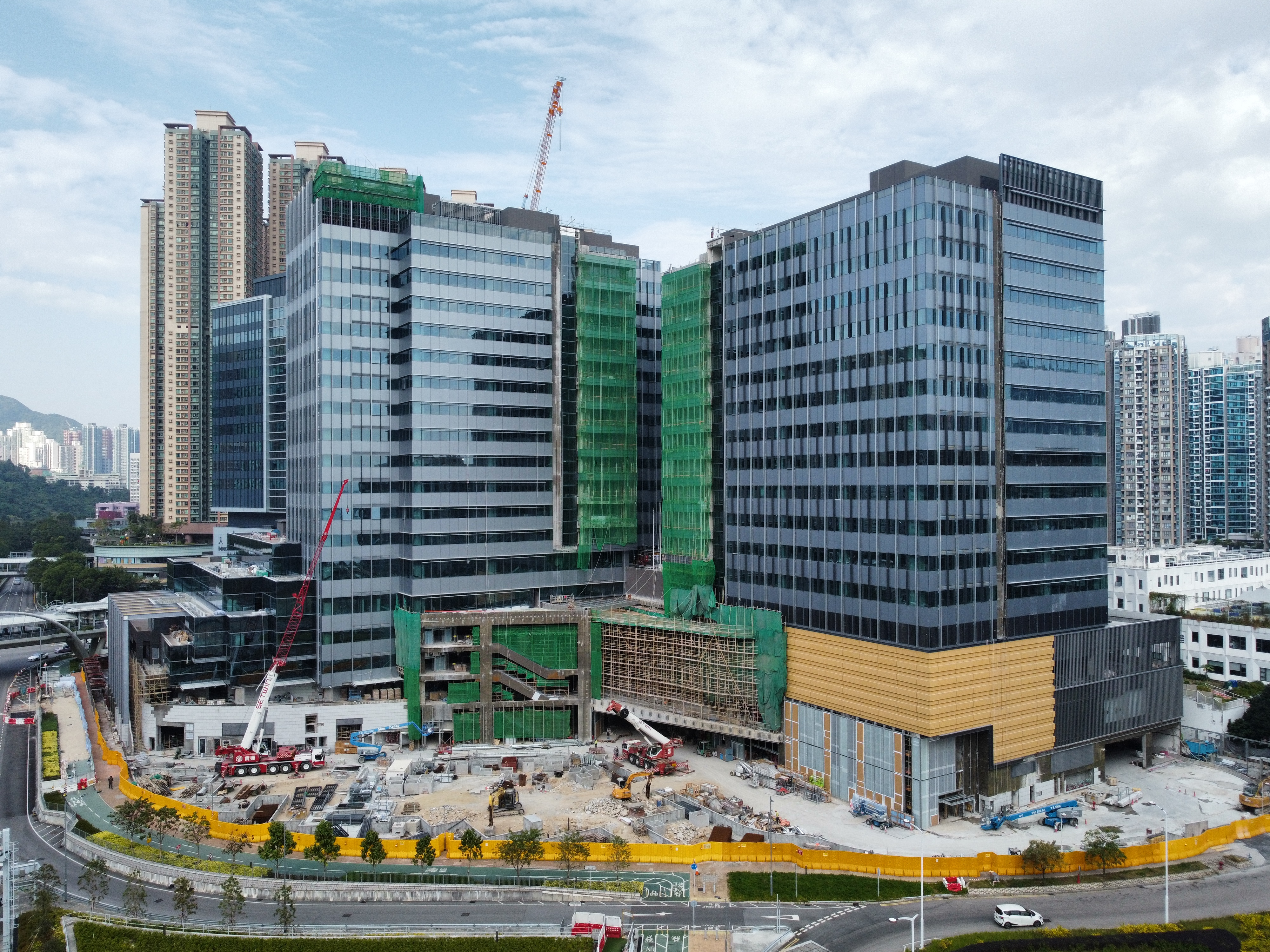
已封頂（2025年1月）

## 鄰近建築
- 入境事務處總部
- 法國國際學校
- 調景嶺體育館
- 將軍澳中心
- 彩明苑